# Phaenanthoecium
Phaenanthoecium là một chi thực vật có hoa trong họ Hòa thảo (Poaceae).

## Loài
Phaenanthoecium koestlinii là Loài duy nhất được biết đến, cũng là loài bản địa của Đông Bắc vùng nhiệt đới châu Phi (Sudan, Ethiopia và Eritrea) và Yemen.